# Challenger de la Ciudad de Mexico 1999
Il Challenger de la Ciudad de Mexico 1999 è stato un torneo di tennis facente parte della categoria ATP Challenger Series nell'ambito dell'ATP Challenger Series 1999. Il torneo si è giocato a Città del Messico in Messico dal 6 al 12 dicembre 1999 su campi in terra rossa.

## Vincitori

### Singolare
Federico Browne ha battuto in finale  Gastón Etlis con il punteggio di 4–6, 7–6, 6–4

### Doppio
Gastón Etlis /  Damian Furmanski hanno battuto in finale  Paulo Taicher /  Andres Zingman con il punteggio di 6–4, 6–3